# Andrée Touré
Hadja Andrée Touré (ur. 1931 w Kankanie) – pierwsza kobieta, która uzyskała tytuł Pierwszej Damy Republiki Gwinei. 

## Życiorys
Przyszła na świat jako Marie Andrée Duplantier. Jest córką francuskiego lekarza Paula-Marie Duplantiera i Kaïssy Kouroumy z plemienia Maninka. Ojciec opuścił Gwineę w momencie wybuchu II wojny światowej. Andrée została wychowana przez rodzinę wuja, Mory'ego Sinkouna Kaby, w wierze katolickiej. Przyjęła imię Andrée Kourouma, korzystając z powszechnej praktyki odrzucania kolonialnych nazwisk w przypadku dzieci z małżeństw mieszanych. Po ukończeniu szkoły pracowała jako sekretarka Stowarzyszenia Unii Kobiet Francuskich. W 1951 lub 1952 poznała swojego przyszłego męża, Ahmeda Sékou Touré. Pobrali się w 1953 w meczecie w Kankanie. Była jego trzecią żoną. W dniu 12 marca 1961 urodził się ich syn Mohamed.
Kiedy w 1958 Gwinea uzyskała niepodległość, a Ahmed Sékou Touré została prezydentem, Andrée została Pierwszą Damą. Uczestniczyła w spotkaniach m.in. z Johnem F. Kennedym w Waszyngtonie, Habibem Bourguibą w Tunisie, Mao Zedongiem w Pekinie i Nikitą Chruszczowem w Moskwie. W 1982 wraz z mężem odbyła pielgrzymkę do Mekki i przyjęła imię Hadja (Hajja).
Gdy w 1984 mąż zmarł po nieudanej operacji serca, Andrée Touré została aresztowana, a jej majątek skonfiskowany. W 1987 została skazana na osiem lat pracy przymusowej. Zwolniono ją w styczniu 1988 i pozwolono opuścić kraj. Mieszkała w Maroku, Wybrzeżu Kości Słoniowej i Senegalu, następnie w 2000 wróciła do Gwinei. Popularyzuje narrację o sukcesach męża w tworzeniu i rozwijaniu niepodległej Gwinei. Jej syn Mohamed Touré był sekretarzem generalnym Demokratycznej Partii Gwinei – Afrykańskiego Zgromadzenia Demokratycznego założonej przez ojca. Przywrócono jej prawa Pierwszej Damy.
Wystąpiła w trzech filmach dokumentalnych.